# Mesophyllum exasperatum
Mesophyllum exasperatum (Foslie) Adey, 1970  é o nome botânico  de uma espécie de algas vermelhas  pluricelulares do gênero Mesophyllum, subfamília Melobesioideae.
- São algas marinhas encontradas no Chile.

## Sinonímia
- Lithothamnion exasperatum  Foslie, 1907